# Ганьцзинцзы
Ганьцзи́нцзы (кит. упр. 甘井子, пиньинь Gānjǐngzi) — район городского подчинения города субпровинциального значения Далянь (КНР), один из «внутригородских четырёх районов». Название района означает «колодец со сладкой водой» и связано с одной местной легендой.

## История
До 1950 года эти земли входили в состав уезда Далянь (大连县). В апреле 1950 года они были переведены под юрисдикцию города, став одним из городских районов.

## Административное деление
Район Ганьцзинцзы делится на 15 уличных комитетов.

## Географическое положение
Район Ганьцзинцзы расположен на Ляодунском полуострове. К востоку от него находится район Шахэкоу, на юго-западе граничит с районом Люйшунькоу, на северо-востоке — с районом Цзиньчжоу, с остальных сторон омывается Жёлтым морем.

## Транспорт
На территории района расположен аэропорт Чжоушуйцзы.